# مک‌میلن

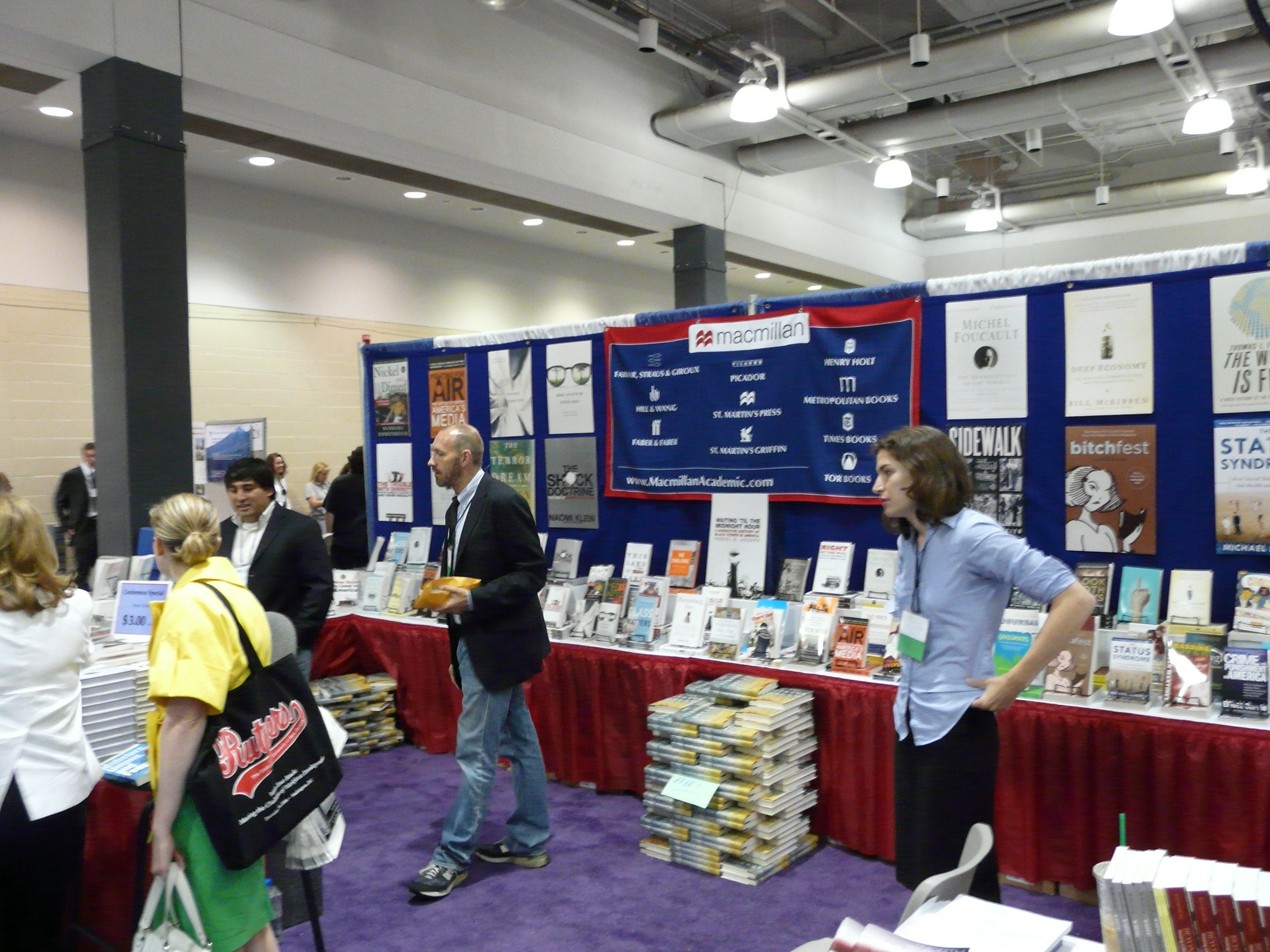
کنفرانس ای‌اس‌ای در سال ۲۰۰۸

انتشارات مَک‌میلن (به انگلیسی: Macmillan Publishers)، یک ناشر بین‌المللی است. این ناشر بسیار معروف و فعال در ۴۱ کشور دفتر دارد.